# Râul Teașcu
Râul Teașcu este un curs de apă, afluent al râului Dresleuca. 